# EDreams ODIGEO
eDreams ODIGEO (a volte chiamata semplicemente eDreams) è un'agenzia di viaggi online nata nel 2011 in Spagna dalla fusione delle società eDreams e GO Voyages. eDreams ODIGEO è quotata presso la Borsa di Madrid (BME: EDR).
La società rappresenta il più grande gruppo di viaggi online in Europa e il più grande distributore di voli online al mondo. Vende voli, hotel, pacchetti vacanza, biglietti del treno, autonoleggi e assicurazioni di viaggio. Ha sede a Barcellona e conta circa 1.700 dipendenti in tutto il mondo.

## Storia
eDreams ODIGEO è nata nel giugno del 2011 dalla fusione di eDreams con Go Voyages e Opodo, le tre maggiori agenzie di viaggio online presenti in Europa. Il co-fondatore di eDreams, Javier Perez-Tenessa, è divenuto il presidente del gruppo proprietario. A marzo 2014 la società aveva raggiunto un fatturato di 500 milioni di euro.
eDreams ODIGEO aveva annunciato l'intenzione di essere quotata presso le Borse di Madrid, Barcellona, Bilbao e Valencia all'inizio del 2014. L'8 aprile 2014, la società ha completato l'offerta pubblica iniziale sulla Borsa di Madrid, a 10,25 euro per azione, con una valutazione complessiva di circa 1,5 miliardi di dollari. Questa è stata in assoluto la prima offerta pubblica iniziale per una startup operante online in Spagna e la prima società a essere quotata in Spagna dal 2011.
A gennaio 2017 eDreams ODIGEO ha acquisito il marchio e il portafoglio di BudgetPlaces da EnGrande.
A gennaio 2018 eDreams ODIGEO ha annunciato di stare valutando alcune offerte di acquisizione.
A maggio 2018 eDreams ODIGEO ha introdotto una garanzia di cancellazione voli, consentendo ai clienti l'annullamento dei voli, per qualsiasi motivo, il giorno stesso di un volo programmato con un rimborso dell'80% del costo del biglietto.
In tema di sostenibilità, il 20 ottobre 2022, Standard Ethics ha attribuito una rating sostenibilità pari a “E+” su una scala da F a EEE nell’ambito dello SE Mid Spanish Index.

## Prime
Nell'ottobre del 2017, eDreams ODIGEO ha lanciato un programma di abbonamento per viaggi chiamato eDreams Prime. Inizialmente, il programma Prime dell'azienda includeva sconti sui voli, e successivamente, nel giugno 2020, è stato ampliato anche per includere sistemazioni alberghiere. Prime ha registrato una crescita dei membri iscritti da 125.000 nel primo trimestre a 450.000 nel secondo trimestre del 2020. Di fronte alla pandemia, eDreams ODIGEO ha lanciato una campagna promozionale offrendo ai nuovi iscritti un periodo di prova gratuito di sei mesi per Prime.
Nel giugno 2020, eDreams ODIGEO ha ampliato il suo programma di abbonamento, Prime, per includere anche alloggi . Il prodotto, che in precedenza copriva solo i voli, è stato esteso alle tariffe degli hotel (su oltre 2,1 milioni di hotel in tutto il mondo dal novembre 2020) ed è disponibile su eDreams, Opodo e GO Voyages. Secondo eDreams ODIGEO, i membri Prime possono risparmiare in media 250 euro per viaggio combinando hotel e voli.
Nel maggio 2021, il servizio di abbonamento per viaggi Prime di eDreams ODIGEO ha raggiunto un milione di iscritti . Il modello di abbonamento dell'OTA ha aumentato la sua iscrizione del +58% nell'arco dell'anno, raggiungendo 876.000 iscritti e toccando il milione di iscritti a maggio. eDreams Odigeo prevede di raggiungere due milioni di iscritti entro settembre 2022.
Nel febbraio 2025, il programma di abbonamento per viaggi Prime di eDreams ODIGEO ha superato i 7 milioni di abbonati.

## Marchi
eDreams ODIGEO comprende 5 marchi che offrono voli, hotel, autonoleggi e pacchetti vacanza.

### eDreams
Nel 1999 eDreams viene fondata nella Silicon Valley da Javier Perez-Tenessa, James Hare e Mauricio Prieto. eDreams diventa la prima società di viaggi online in Europa e la prima agenzia di viaggi online in Spagna.

### Opodo
Nell'agosto 2000 una joint venture tra nove compagnie aeree europee tra cui Aer Lingus, Air France, Alitalia, Austrian Airlines, British Airways, Finnair, Iberia, KLM e Lufthansa crea una nuova società, Opodo. A febbraio 2011 Amadeus vende Opodo ai fondi AXA Private Equity e Permira.  

### GO Voyages
GO Voyages è una società di servizi di viaggio che gestisce biglietti aerei, prenotazioni alberghiere, soggiorni per il weekend e voli. È un'azienda leader sul mercato francese.

### Travellink
Travellink viene fondata nel 2000 e acquisita da Opodo nel 2005. Entra a far parte di eDreams ODIGEO con Opodo. Travellink è la principale società di viaggi nei paesi scandinavi.

### Liligo
Nel 2005 nasce il motore di ricerca viaggi Liligo. Ha dato origine a due cicli di finanziamenti, incluso un ciclo da 3 milioni di euro nel 2008. Nel 2013 Liligo viene acquisita da eDreams ODIGEO. La società opera in Ungheria.